# Lorenzo Suárez de Mendoza
Pour les articles homonymes, voir Suárez.
Lorenzo Suárez de Mendoza, quatrième comte de la Coruña (espagnol : Don Lorenzo Suárez de Mendoza, cuatro conde de la Coruña) (v. 1518, Guadalajara—29 juin 1583 Mexico), cinquième vice-roi de Nouvelle-Espagne du 4 octobre 1580 au 29 juin 1583. Descendant de vieille noblesse d'Espagne, descendant direct de Íñigo López de Mendoza, marqués de Santillana et cousin de Antonio de Mendoza, premier vice-roi de Nouvelle-Espagne. Suárez de Mendoza est un homme de lettres et un écrivain talentueux. Il reçoit un prix pour sa nouvelle El pastor de Filida, il est le protecteur de l'université d'Alcalá de Henares. Il participe à la guerre et à la conquête de Tunis, où il est emmené par son père qui y accompagne l'empereur.